# الدوري الإسكتلندي لكرة اليد
الدوري الاسكتلندي لكرة اليد هو الدوري الرئيسي لكرة اليد للمحترفين في اسكتلندا. يدار من قبل اتحاد كرة اليد الاسكتلندي. تأسس في سنة 1973، ويتكون حاليا من قبل 12 فريقا. يتم لعب الدوري بأسلوب دورة روبن.